# Bryophilopsis punjabi
Bryophilopsis punjabi är en fjärilsart som beskrevs av Embrik Strand 1917. Bryophilopsis punjabi ingår i släktet Bryophilopsis och familjen trågspinnare. Inga underarter finns listade i Catalogue of Life.